# القياسات الدوائية

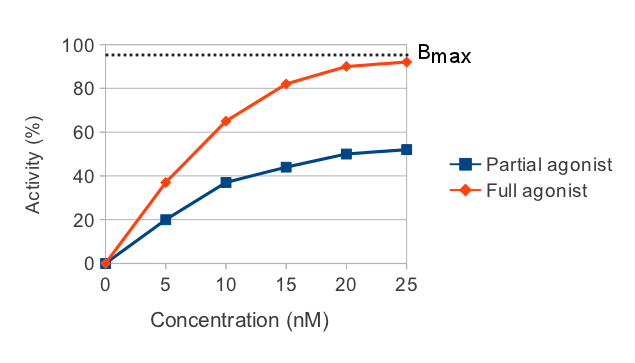
ناهضات

القياسات الدوائية هي مجال دراسة منهجية وتطبيق نماذج للأمراض والقياس الدوائي. ويستخدم نماذج رياضية لعلم الأحياء ، والصيدلة، والمرض ، وعلم وظائف الأعضاء لوصف وقياس التفاعلات بين الكائنات الغريبة الحيوية والمرضى (البشرية وغير البشرية) ، بما في ذلك الآثار المفيدة والآثار الضارة. يتم تطبيقه عادة لتحديد كمية الدواء والمرض والمعلومات التجريبية للمساعدة في تطوير الأدوية بكفاءة، والقرارات التنظيمية والعلاج من تعاطي الدواء العقلاني في المرضى.
تستخدم القياسات الدوائية نماذج تعتمد على علم الصيدلة وعلم وظائف الأعضاء والمرض للتحليل الكمي للتفاعلات بين الأدوية والمرضى. وهذا ينطوي على علم الصيدلة النظم ، الدوائية ، الديناميكا الدوائية وتطور المرض مع التركيز على السكان والتنوع.
العفن وابتون تقديم لمحة عامة عن المفاهيم الأساسية في نمذجة السكان ، والمحاكاة ، وتطوير الأدوية القائمة على نموذج.
التركيز الرئيسي للقياسات الدوائية هو فهم التباين في استجابة الدواء. قد يكون التباين متوقعا (على سبيل المثال بسبب الاختلافات في وزن الجسم أو وظائف الكلى) أو على ما يبدو لا يمكن التنبؤ به (انعكاس لنقص المعرفة الحالي).

## أنواع النماذج
الدوائية (بيكاي)
نماذج من العمليات الدوائية.
الديناميكا الدوائية (بد)
نماذج من العمليات الدوائية.
الحرائك الدوائية القائمة على الفسيولوجيا
نماذج الحرائك الدوائية القائمة على الفسيولوجيا
التعرض-الاستجابة
تصف نماذج التعرض والاستجابة العلاقة بين التعرض (أو الحرائك الدوائية) أو الاستجابة (أو الديناميكا الدوائية) لكل من التأثيرات المرغوبة وغير المرغوب فيها. انظر أيضا استجابة الجرعة.
تطور المرض
غالبا ما يكون المسار الزمني الطبيعي للمرض ديناميكيا ، مع ميل إلى أن يصبح أسوأ دون علاج. تستخدم نماذج تطور المرض بشكل أساسي لفهم العلاقة بين العلاج وتغيرات المؤشرات الحيوية والنتائج السريرية. تصف هذه النماذج مسار المرض ، من خلال ملاحظة التغير في مستوى المرقم الحيوي ، أو نقطة النهاية الأخرى ذات الصلة سريريا والتي تعكس حالة المرض ، بمرور الوقت. هناك ثلاث فئات رئيسية من نماذج تطور المرض: التجريبية، وشبه الآلية، وبيولوجيا النظم. معظم نماذج تطور المرض تجريبية ، تصف مسار المرض بدلا من الخلفية الفسيولوجية للمرض. أبسط نموذج يستخدم لوصف تطور المرض هو نموذج خطي ، عندما يفترض أن يكون تغيير حالة المرض بمرور الوقت ثابتا.
محاكمة
تصف نماذج التجربة الاختلافات من بروتوكول التجربة الاسمي بسبب أشياء مثل تسرب المريض وعدم الالتزام بنظام الجرعات.

## المنظمات
تاريخيا ، تم تمثيل القياسات الدوائية في منظمات الصيدلة والإحصاء السريرية ذات الصلة. عقد عدد من المنظمات المحلية الأصغر في أوروبا والولايات المتحدة ونيوزيلندا/أستراليا اجتماعات محلية. في أوائل 1990 ، تم تنظيم اجتماع الصفحة وعقد سنويا منذ ذلك الحين ، على الرغم من عدم وجود منظمة رسمية. قدمت إيت وويليامز سياقا تاريخيا يمكن من خلاله تقدير تطور القياسات الدوائية.
في عام 2011 ، تأسست الجمعية الأمريكية للقياسات الدوائية (أسوب) من عدد من المجموعات الأمريكية المحلية ، وانضم أكثر من 600 عضو في جميع أنحاء العالم أسوب في غضون 6 أشهر. في عام 2012 ، تطورت أسوب إلى الجمعية الدولية للقياسات الدوائية (إيسوب) لتعكس العدد المتزايد من الأعضاء الدوليين. يستمر نمو إيسوب ويمثل المجتمع حاليا أكثر من 1000 عضو من حوالي 30 بلدا في جميع أنحاء العالم،  وتشمل المجموعات الإقليمية الصفحة في أوروبا،  وباغانز في أستراليا ونيوزيلندا.
يأتي علماء الأدوية عادة من تخصصات مثل الصيدلة أو علم الأدوية السريري أو الإحصاء أو الطب أو الهندسة.
كان أول أستاذ للقياسات الدوائية هو ماتس كارلسون ، جامعة أوبسالا.